# Рошерит
Рошерит — мінерал, водний фосфат берилію, кальцію, манґану та заліза.

## Загальний опис
Хімічна формула:
1. За Є. Лазаренком: (Ca, Mn, Fe)3Be3(OH)3[PO4]3·2H2O.
2. За «Fleischer's Glossary» (2004): Ca(Mn, Fe)2Be3[PO4]3(OH)3·2H2O.
Склад у % (з родовища Сапукай, Бразилія): CaO — 7,6; MnO — 10,04; FeO — 6,26; BeO — 12,58; Fe2O3 — 13,26; P2O5 — 37,6; H2O — 11,56.
Сингонія моноклінна. Призматичний вид. Утворює пластинчасті, призматичні, а також червоподібні витягнуті кристали, тонкі листочки з шести- або восьмикутним перетином.
Густина 2,93-2,94.
Твердість 4,5-5,0.
Колір темно-коричневий до оливково-зеленого.
Відомі знахідки в друзових порожнинах в гранітах Саксонії (ФРН). Знайдений у пегматитах в США (штат Північна Кароліна, Мен), Бразилії (штат Мінас-Жерайс).
Асоціює з моринітом, лакруаїтом, чілдренітом, апатитом, турмаліном, берилом, фронделітом, фейгіїтом, варисцитом та кварцом.
Назва — за прізвищем німецького колекціонера мінералів В.Рошера (W.Roscher), F.Slavik, 1914.